# Jürgen Turek
Jürgen Turek (* 24. April 1959 in Bonn) ist ein deutscher Politikwissenschaftler und Autor.

## Leben
Turek absolvierte 1978 sein Abitur am Rhein-Sieg-Gymnasium in Sankt Augustin. Nach einer zweijährigen Dienstzeit bei der Bundeswehr begann er 1980 sein Studium der Politikwissenschaft, Publizistik und Soziologie an der Universität Mainz. 1988 erlangte er dort einen Magister artium mit einer Arbeit zu dem amerikanischen Raketenabwehrsystem Strategic Defense Initiative (SDI).
Er ist Inhaber der Turek Consulting in München. Dort bietet er insbesondere Dienstleistungen im Bereich Public Affairs. Corporate Social Responsibility und Public Relations an, ist publizistisch tätig und widmet sich in seiner Freizeit digitaler Kunst. Von 1999 bis 2011 hat er als stellvertretender Direktor, Geschäftsführer und Leiter der Forschungsgruppe Zukunftsfragen am Centrum für angewandte Politikforschung (C.A.P) gearbeitet. 1995 bis 1999 war er dort stellvertretender Leiter der Bertelsmann Forschungsgruppe Politik. Das C.A.P ist unter Leitung des Münchner Politikwissenschaftlers Werner Weidenfeld Teil des Geschwister-Scholl-Instituts für politische Wissenschaften an der Ludwig-Maximilians-Universität (LMU) München. Die LMU wurde im Rahmen der Exzellenz-Initiative der deutschen Bundesregierung Eliteuniversität in Deutschland. Heute ist Turek dem Centrum als Senior Fellow verbunden.
Von 2001 bis 2005 war er für das Ressorts Buchkritik der Fachzeitschrift Internationale Politik verantwortlich, die monatlich von der Deutschen Gesellschaft für Auswärtige Politik (DGAP) in Berlin herausgegeben wird. Von 1988 bis 1991 war er wissenschaftlicher Mitarbeiter der Forschungsgruppe Deutschland am Institut für Politikwissenschaft der Johannes-Gutenberg-Universität Mainz und 1991 bis 1992 Pressereferent bei der KölnMesse GmbH in Köln. Von 1992 bis 1995 war Turek wissenschaftlicher Mitarbeiter der Forschungsgruppe Europa am Institut für Politikwissenschaft an der Universität Mainz.
Turek veröffentlichte vier Bücher zur wirtschaftspolitischen Lage Europas, zur Globalisierung, zur Forschungs- und Technologiepolitik und zu wichtigen Zukunftsfragen (drei davon zusammen mit Werner Weidenfeld). Seit 1993 ist er regelmäßig Autor des Jahrbuchs der europäischen  Integration, wo er insbesondere die Entwicklungen der Forschungs- und Innovationspolitik der EU beschreibt. Im Rahmen seiner 20-jährigen Tätigkeit als Führungskraft und Projektmanager an den Universitäten Mainz und München arbeitete Turek in zahlreichen nationalen und internationalen Projekten mit, so an einer deutsch-israelischen Hochschulkooperation der Bertelsmann Stiftung oder an dem deutsch-spanischen Forum der strategieberatung gsh (Gerd Schulte-Hillen) in Kooperation mit der Fundacion ICO, Madrid und der Würth-Stiftung, Berlin.

## Veröffentlichungen (Auswahl)
- mit Werner Weidenfeld: Technopoly. Europa im globalen Wettbewerb. Verlag Bertelsmann Stiftung, Gütersloh 1993. ISBN 3-89204-110-5.
- mit Werner Weidenfeld: Standort Europa. Handeln in der neuen Weltwirtschaft. Verlag Bertelsmann Stiftung, Gütersloh 1996. ISBN 3-89204-177-6.
- mit Werner Weidenfeld: Wie Zukunft entsteht – größere Risiken – weniger Sicherheit – neue Chancen. Gerling Akademie Verlag, München 2002. ISBN 3-932425-46-4.
- Globalisierung im Zwiespalt. Die postglobale Misere und Wege, sie zu bewältigen (= Global Studies). Transcript Verlag. Bielefeld 2017, ISBN 978-3-8376-3785-4, doi:10.1515/9783839437858.